# Єдина родина (благодійний фонд)
Благодійний фонд «Єдина Родина» — українська неприбуткова організація. Допомагає, зокрема, тяжкохворим дітям, дитячим будинкам, переселенцям, військовим в АТО, лікарням та школам у зоні бойових дій, а також ветеранам Німецько-радянської війни. Офіс фонду розташовано в Харкові.

## Історія
За даними організації, її засновники неофіційно займалися волонтерською діяльністю з червня 2013 року. 11 лютого 2014 Наталія Василівна Сергієнко, яка й раніше допомагала важкохворим дітям, для розширення благодійної діяльності (допомоги нужденним дітям та особам, що невиліковно або тяжко хворі) зареєструвала благодійний фонд. Його повна назва — Благодійна організація «Всеукраїнський Благодійний Фонд „Єдина Родина“». Презентація організації відбулася 25 квітня 2014 в Харкові. Були представлені основні первинні напрямки роботи. У презентації брали участь діти з Шевченківського спеціалізованого будинку-інтернату та проводився збір коштів на тренажери для дітей з ДЦП в цей інтернат.
Закупівля цих тренажерів була першим проектом організації. Далі напрями її роботи розширювалися. З початком військової агресії на сході фонд почав допомагати вимушено переміщеним особам та військовим, що захищають Україну. За даними організації, допомогу військовим вона почала у вересні 2014, а її волонтери здійснили понад 100 поїздок у зону АТО.
Станом на лютий 2016 фонд звітує про передачу більш ніж 2000 комплектів форми, термобілизни та пар берців, закупівлю будматеріалів та техніки (в тому числі тепловізорів та прицілів) для військових, медобладнання для прифронтових лікарень, а також евакуацію більш ніж півсотні бійців із Дебальцевого. Згідно з даними на сайті фонду, за 2014 та 2015 рік він надав допомогу: тяжкохворим дітям — на 87 300 грн, прифронтовим лікарням — 13 514 266 грн, військовим у зоні АТО — 6 394 748 грн, вимушено переміщеним особам та дитячим закладам у сірій зоні — 1 061 395 грн.

## Діяльність

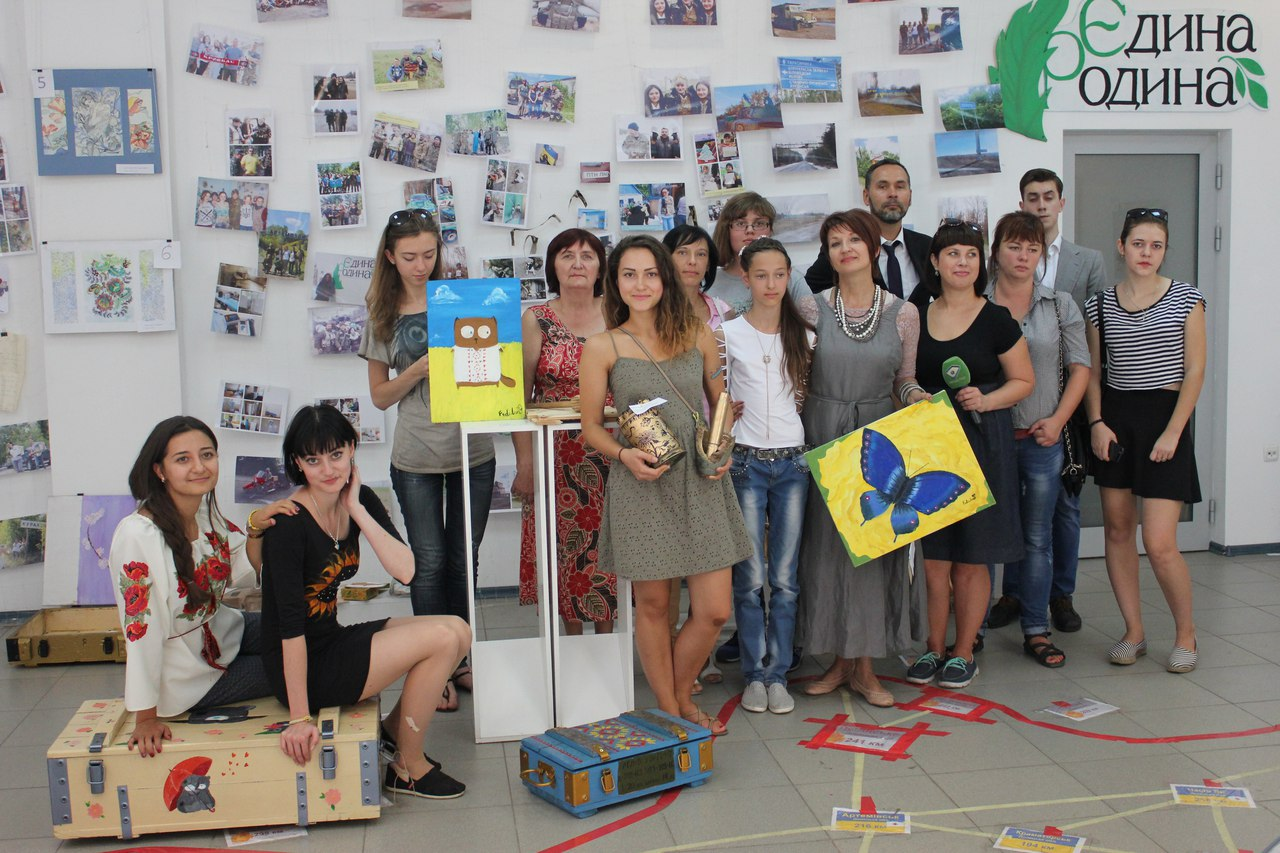
Волонтери фонду на благодійній виставці-аукціоні

Фонд «Єдина Родина» не належить до жодної політичної партії чи течії. Згідно з його статутом, це недержавна неприбуткова організація зі статусом всеукраїнського благодійного фонду, до складу якої входять фізичні та юридичні особи, які на добровільних засадах здійснюють благодійну діяльність відповідно до закону України «Про благодійну діяльність та благодійні організації».
Фонд надає фінансову, матеріальну та психологічну допомогу різним категоріям населення. Для цього він залучає спонсорську та благодійну допомогу від організацій і приватних осіб в Україні та за кордоном, а також розвиває довгострокові партнерські взаємини з іншими організаціями. До напрямів його діяльності належать:
- допомога тяжкохворим дітям;
- допомога дитячим будинкам та інтернатам;
- допомога військовим у зоні проведення АТО та участь у їх психологічній реабілітації[6];
- допомога школам та лікарням у зоні АТО: надання шкільних приналежностей[7], ліків та медичного обладнання (електрокардіографів, електрохірургічних апаратів, стерилізаторів, систем ультразвукової діагностики, моніторів, апаратів для вентиляції легень, дефібриляторів, операційних столів, ламп, хірургічних інструментів тощо)[8][9][10][11]. Станом на серпень 2015 допомогу отримали 7 лікарень поблизу зони бойових дій, зокрема Бахмутська[12] та Новоайдарська[13] — на суму більше мільйона гривень кожна;
- допомога ветеранам ВВВ;
- благодійні заходи і акції;
- грантові програми.

Організація збирає кошти на банківські рахунки та приймає допомогу безпосередньо. Збір грошей у скриньки не ведеться.
Для залучення коштів організація проводить, серед іншого, благодійні аукціони. 2015 року в Харкові було влаштовано виставку та продаж розмальованих художниками гільз, уламків снарядів та інших предметів із зони АТО, кошти з якого було призначено на шкільні приналежності для дітей у цій зоні. Наступного місяця ці приналежності було доправлено в школи Донбасу.

## Нагороди
- Голова організації Наталія Сергієнко та волонтер фонду Марина Краснова нагороджені орденом княгині Ольги III ступеня (указ президента України від 22 січня 2016)[18][19];
- Почесний нагрудний знак начальника Генерального штабу — Головнокомандувача Збройних сил України «За заслуги перед Збройними Силами України»[20][21];
- Медаль «За співпрацю» від Національної гвардії України[5];
- Низка грамот та подяк від різних військових формувань та органів місцевої влади, в тому числі від Національної гвардії, полку «Азов», 92-ї окремої механізованої бригади, батальйону патрульної служби поліції особливого призначення «Артемівськ», Житомирського та Сумського прикордонних загонів, Харківської та Артемівської міськрад[5];
- Активісти фонду Марина Краснова та Ганна Жигаліна нагороджені подякою голови Харківської облдержадміністрації Ігоря Райніна (6 квітня 2015)[22];
- Подяка від Луганської обласної військово-цивільної адміністрації[23][24];
- Спеціальна відзнака «Кращий благодійник у сфері медицини» в Національному конкурсі «Благодійна Україна — 2015», заснованому Асоціацією благодійників України[25][26].